# Liste de plages naturistes françaises
 (juin 2010).
Si vous disposez d'ouvrages ou d'articles de référence ou si vous connaissez des sites web de qualité traitant du thème abordé ici, merci de compléter l'article en donnant les références utiles à sa vérifiabilité et en les liant à la section « Notes et références ».
Voici une liste des plages nudistes et naturistes françaises. 
Une plage naturiste est officialisée par un arrêté municipal ou gérée par une association naturiste ou un centre de vacances naturiste. Elle est souvent matérialisée par des panneaux précisant Plage Naturiste ou Plage FFN.
Une plage nudiste ou plage naturiste est une plage où la nudité complète est pratiquée par ses occupants. 

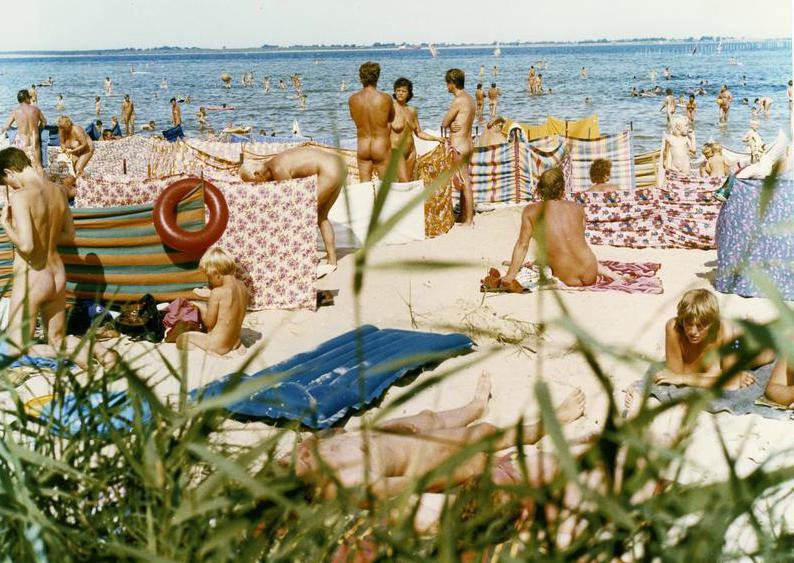
Baigneurs allemands

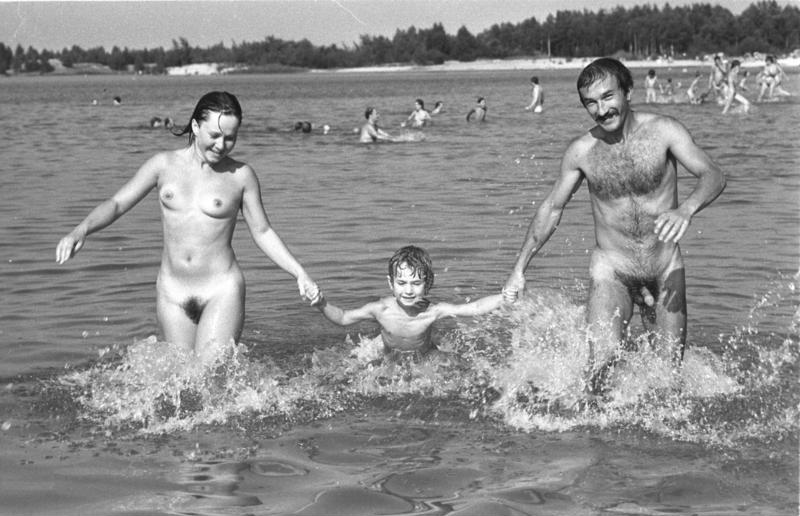
Une famille naturiste (sur la plage naturiste du lac de Senftenberg dans les années quatre-vingt.)

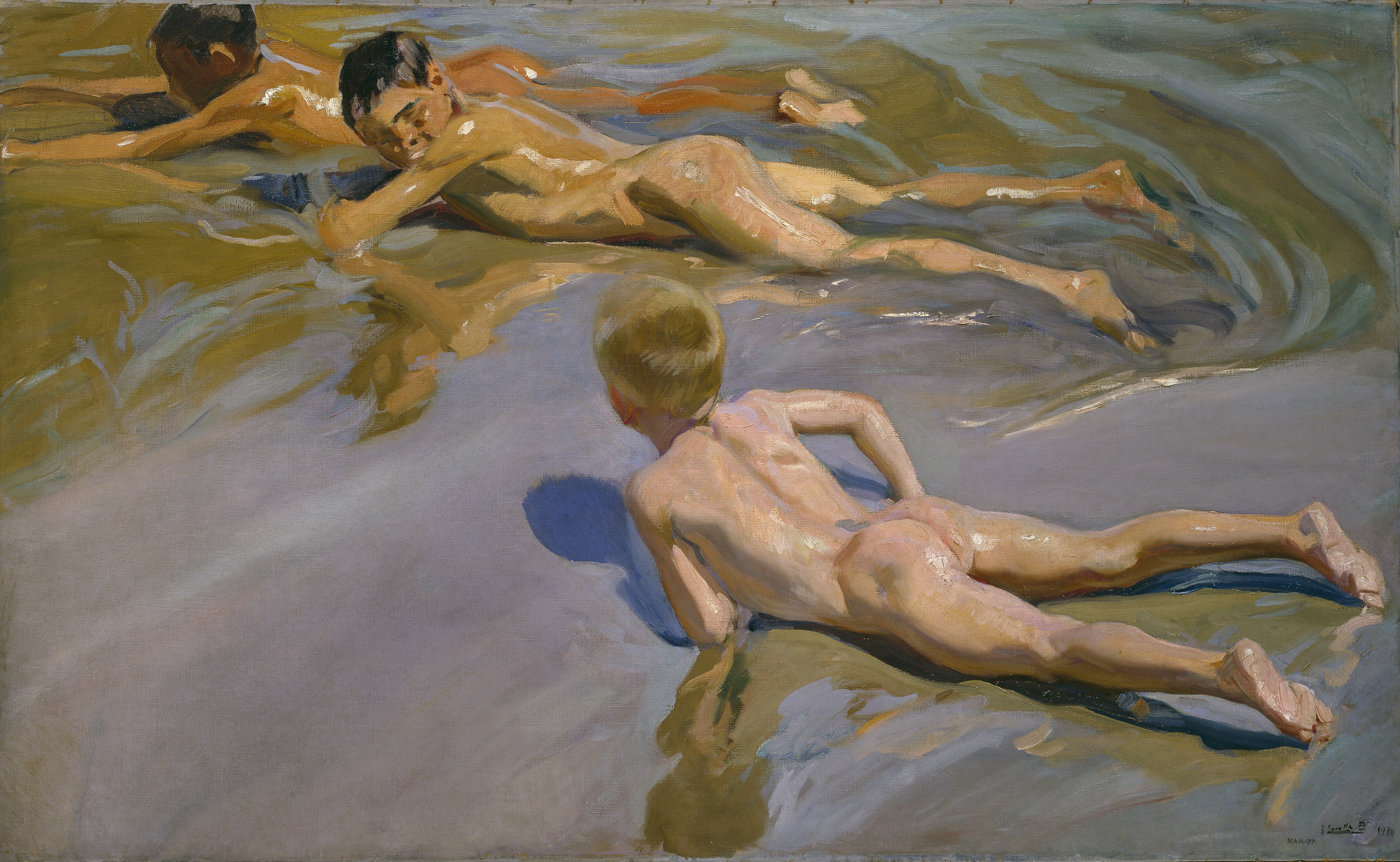
Jeunes à la plage, peint par Joaquín Sorolla (Xiquets/Nens a la platja)

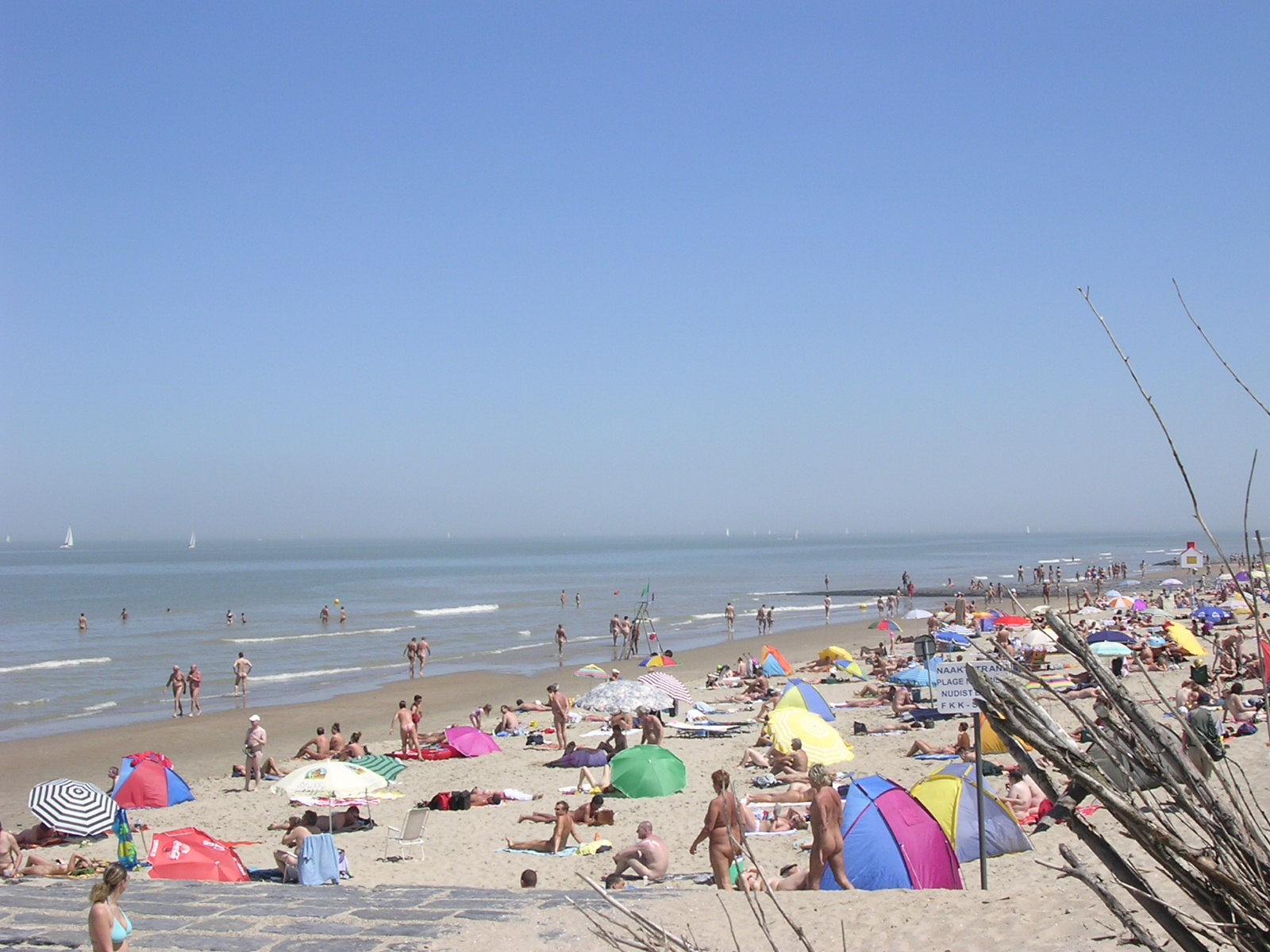
Plage naturiste de Bredene en Belgique

## Côteatlantiquemétropolitaine

### Hauts-de-France

#### Pas-de-Calais(62)
- Plage de Sable d'Opale, commune de Berck (Pas-de-Calais). Plage naturiste officialisée par arrêté municipal du 16 novembre 1981, gérée par Association gymnique amicale du Boulonnais à la Somme

#### Somme (80)
Plage de l'Amer Sud, Cayeux-sur-Mer. La plage naturiste s'étend sur 1 km au sud de l'ancien sémaphore (Amer-Sud). Plage naturiste officialisée par arrêté municipal du 8 août 2012.

### Normandie

#### Seine-Maritime
- Plage de L'Escamet, commune de Veules-les-Roses (Tolérance municipale, garantie Fédération Française de Naturisme par l'Association Familiale des Naturistes Valériquais).

#### Calvados
- Plage de Merville-Franceville, commune de Merville-Franceville-Plage (Plage naturiste officielle) (baignade interdite).

#### Manche
- Plage de Saint Germain, commune de Saint-Germain-sur-Ay (plage naturiste officialisée par arrête municipal du 11.01.1999).
- Plage de la pointe d'Agon Coutainville (à gauche de la cale), plage naturiste officialisée par arrête municipal.
- Plage de la Vieille église à Barneville-Carteret. À 200 mètres sur la droite, le naturisme familial est pratiqué.

### Bretagne

#### Côtes-d'Armor
- Crique de Fréhel, commune de Fréhel (nudisme toléré)
- Plage du Lourtouais, commune de Erquy (plage naturiste officialisée par arrêté municipal de février 1996)
- Plage des Vallées, commune de Pléneuf-Val-André  (nudisme toléré, de l'autre côté de la barrière rocheuse)
- Plage des Rosaires, commune de Plérin (plage naturiste officielle)
- Plage de Mez An Aod, commune de Lannion  (plage naturiste avec accord verbal municipal de 1980)

#### Finistère
- Plage de Kérannouat , commune de Trégunc (plage naturiste officialisée par arrête municipale du 21.04.2005)
- Plage de Kerler à Mousterlin (la Mer blanche)

#### Ille-et-Vilaine
- Extrémité est de la plage "La Guimorais, Les Nielles / Les Chevrets", commune de Saint-Coulomb (Nudisme toléré) Charles lesourd

#### Morbihan
- Plage de Kerminihy sur la commune d’Erdeven (plage naturiste officielle).
- Plage des kaolins sur la commune de Ploemeur (plage naturiste surveillée)

### Pays de la Loire

#### Loire-Atlantique
- Plage naturiste de Pen-Bron, commune de La Turballe (plage naturiste signalée par des panneaux).
- Plage de la crique des Jaunais (dite parfois crique de Chemoulin), Saint-Marc-sur-Mer, commune de Saint-Nazaire (plage naturiste signalée par des panneaux, à l'ouest de la pointe de Chemoulin). À l'est de la pointe de Chemoulin, sur la plage de la Petite Vallée, le naturisme, pratiqué en ce lieu durant des décennies, n'est par contre plus autorisé par la municipalité nazairienne depuis juillet 2017[3]. Les naturistes locaux contestent cette décision[4].
- Plage naturiste de Choiseau, la Raitrie, commune de La Plaine-sur-Mer (longer la côte entre Sainte-Marie-sur-Mer et Préfailles). Arrêté municipal du 5 juin 2002 pour la plage de Choiseau. Zone naturiste délimitée par des panneaux.

#### Vendée
- Plage du Petit Pont , commune de Brétignolles-sur-Mer (naturisme toléré).
- Plage Les Lays, commune de La Barre-de-Monts (naturisme autorisé).
- Plage de La Parée Grollier, commune de Notre-Dame-de-Monts (naturisme autorisé).
- Plage de La Luzeronde, commune de Noirmoutier (naturisme autorisé).
- Plage Les Salins, commune de Saint-Hilaire-de-Riez (naturisme autorisé).
- Plage de  Sauveterre, commune de Olonne-sur-Mer (naturisme toléré).
- Plage de  La Terrière, commune de La Tranche-sur-Mer (naturisme toléré).
- Plage de  La Pointe d'Arçay, commune de La Faute-sur-Mer (naturisme toléré).

### Nouvelle-Aquitaine

#### Charente-Maritime

##### Pays Royannais
- Plage de La Bouverie, commune de La Tremblade : la plage borde la Forêt domaniale de la Coubre (entre Ronce-les-Bains et La Palmyre)
- Plage des Combots et de La Lède : les plages longent la D25 entre Saint-Palais-sur-Mer et La Palmyre.

##### Île de Ré
- Plage de Sablanceaux : à gauche en arrivant du pont, au pied de l'ancienne batterie de Sablanceaux
- Plage de la Conche des Baleines, commune de Saint-Clément-des-Baleines : au nord, à droite du phare
- Plage du Petit Sergent : marcher un petit peu à droite, derrière les blocs de pierre aux alentours de Le Bois-Plage-en-Ré.
- Plage des  Follies, entre Le Bois-Plage-en-Ré et La Couarde.
- Plage des Gouillauds, avant d'arriver sur la commune du Le Bois-Plage-en-Ré, prenez le chemin à gauche avant le rond-point de Gros Joncs

##### Île d'Oléron
- Les Saumonard : au nord de Boyardville, face au Fort des Saumonards[5] (zone de naturisme autorisée par arrêté municipal)
- Grande plage de Saint-Trojan-les-Bains, commune de Saint-Trojan-les-Bains.
- Plage du Grand-Village-Plage,  à droite de la plage, pancarte indiquant la zone de naturisme.

#### Gironde
- Plage de La Jenny, commune du Porge  (Plage naturiste officielle, surveillée par le centre de vacances naturiste)
- Plage du CHM-Montalivet, commune de Vendays-Montalivet(Plage naturiste officielle, surveillée par le centre de vacances naturiste)
- Plage d’Euronat, commune de Grayan-et-l’Hôpital (Plage naturiste officielle, surveillée par le centre de vacances naturiste)
- Plage de l'Amélie Soulac-sur-mer
- Plage de la Lagune, commune de La Teste-de-Buch, route d'Arcachon à Biscarosse.

#### Landes
- Plage d'Arnaoutchot, commune de Vielle-Saint-Girons (Plage naturiste officielle)
- Plage des Casernes, commune de Seignosse (Plage naturiste à droite du bunker)

## Côteméditerranéenne

### Occitanie

#### Gard
- Plage de l'espiguette Port Camargue commune du Grau du Roi

#### Hérault
- Plage du village naturiste du Cap d’Agde, commune d’Agde (Plage naturiste officielle)
- Sérignan-Plage, commune de Sérignan (Plage naturiste officielle)
- Plage des Aresquiers, commune de Frontignan.

#### Aude
- Plage du Village Naturiste de Port-Leucate, commune de Leucate (plage naturiste officialisée par arrêté municipal et par associations naturistes de la Fédération française de naturisme)
- Plage de Mateille, Gruissan (naturisme autorisé en partie nord avant plage des Ayguades)
- Plage des Montilles à Port La Nouvelle (naturisme autorisé)

#### Pyrénées-Orientales
- Plage du Bocal du Tech, commune d’Argelès-sur-Mer
- Plage nord de Sainte-Marie-Plage, commune de Sainte-Marie (Pyrénées-Orientales) (naturisme toléré)
- Plage sud de Torreilles

### Provence-Alpes-Côte d'Azur

#### Bouches-du-Rhône
- Plage de Bonnieux, commune de Martigues (plage naturiste officialisée FFN depuis 1975)
- Plage de la Dugue, commune de Ensuès-la-Redonne (nudisme toléré)
- Calanque des Anthénors, commune de Ensuès-la-Redonne (nudisme toléré)

#### Var
- Plages de l’île du Levant (une des îles d’Hyères), commune d’Hyères (Plages naturistes officialisées par arrêtés municipaux et des associations de la Fédération Française de Naturisme)
  - Plage du Bain de Diane, (Plage naturiste officialisée par arrêtés municipaux)
  - Plage des Grottes, (Plage naturiste officialisée par arrêtés municipaux)
- Plage de Pampelonne Ramatuelle (autorisé - localement [sur 2 plages])
- Plage du Monaco Le Pradet (autorisé sur une partie de la plage)
- Plage des Esclamandes, Saint-Aygulf, commune de Fréjus (naturisme autorisé)
- Plage du Jonquet, La Seyne-sur-Mer (naturisme autorisé par arrêté municipal du 1er août 1972)

### Corse
- Plage de Pinarellu. Accès par  Centre naturiste Villata (plage naturiste officielle)
- Plage Aleria. Accès centre naturiste Riva Bella (plage naturiste officielle)
- Plage La Chiappa. Centre naturiste La Chiappa (plage naturiste officielle)
- Plage de Bravonne.
- Plage de Piana verde
- Plage de Carataggio
- Plage de Tamaricciu (extrémité)
- Plage de Stagnolu
- Plage de Cupabia (extrémité)
- Plage de Saleccia (extrémité)

## DOM-TOM

### La Réunion
- Plage de La Souris-Chaude, commune de Trois-Bassins (naturisme toléré).

### Guadeloupe
- Plage de l'Anse Tarare, commune de Saint-François (naturisme autorisé).
- Plage naturiste de Sainte-Rose

### Saint-Barthélemy
- Anse de La Grande Saline
- Anse du Gouverneur.

### Martinique
- Plage de Anse Trabaud, commune de Sainte Anne (naturisme toléré).
- Petite anse des Salines, commune de Sainte Anne (naturisme toléré).

### Saint-Martin
- Plage de La Baie Orientale
- Plage de cupecoy beach

### Mayotte
- plage de Mtsangamoudou, commune de Bouéni (naturisme autorisé par arrêté municipal n°175/CB/2016 du 28/12/2016)

## Plages au bord decours d'eau/plans d'eau

### Alsace
- Étang du Blauelsand (dans la forêt de la Robertsau au nord de Strasbourg)

### Jura
- Nord du lac de Chalain

### Languedoc
- D56 bord du Lauquet ; lieu-dit le Sautadou.

### Loiret
- Levées de la Loire (naturisme toléré)